# Agathosma planifolia
Agathosma planifolia är en vinruteväxtart som beskrevs av Otto Wilhelm Sonder. Agathosma planifolia ingår i släktet Agathosma och familjen vinruteväxter. Inga underarter finns listade i Catalogue of Life.